# India op de Olympische Zomerspelen 1992
India nam deel aan de Olympische Zomerspelen 1992 in Barcelona, Spanje. Er werden geen medailles gewonnen.

## Deelnemers en resultaten

### Atletiek
| Olympiër       | Discipline | Resultaat | Prestatie                 |
| -------------- | ---------- | --------- | ------------------------- |
| Bahadur Prasad | 5000m (m)  | 29e       | serie 3: 8ste in 13.50,71 |
|                |            |           |                           |
| Shiny Wilson   | 800m (v)   | 22e       | serie 1: 4de in 2.01,90   |

### Badminton
| Olympiër                           | Discipline     | Resultaat | Prestatie |
| ---------------------------------- | -------------- | --------- | --- |
| Deepankar Bhattacharya             | enkelspel (m)  | 9e        | 1st ronde: W van BUL Ivanov: 2-0 (15-4, 15-1) 2de ronde: W van AUT Fuchs: 2-1 (8-15, 15-11, 15-11) 3de ronde: V van CHN Zhao: 0-2 (4-15, 12-15) |
| Deepankar Bhattacharya Vimal Kumar | dubbelspel (m) | 17e       | 1st ronde: V van MAS Sidek/Sidek: 0-2 (6-15, 3-15)                                                                                              |
|                                    |                |           | |
| Madhumita Bisht                    | enkelspel (v)  | 17e       | 1st ronde: W van ISL Nilsen: 2-0 (11-3, 11-0) 2de ronde: V van GBR Muggeridge: 0-2 (7-11, 8-11)                                                 |

### Boksen
| Olympiër             | Discipline | Resultaat | Prestatie                                                           |
| -------------------- | ---------- | --------- | ------------------------------------------------------------------- |
| Rajendra Prasad      | -48kg (m)  | 9e        | 1st ronde: W van POL Rżany: 12-6 2de ronde: V van PHI Velasco: 6-15 |
| Dharmendra Yadav     | -51kg (m)  | 17e       | 1st ronde: V van HUN Kovács: 5-21                                   |
| Devarajan Venkatesan | -54kg (m)  | 17e       | 1st ronde: V van CUB Casamayor: 7-13                                |
| Narendar Bisth Singh | -57kg (m)  | 17e       | 1st ronde: V van PUR Gerena: 11-20                                  |
| Sandeep Gollen       | -63kg (m)  | 17e       | 1st ronde: V van ALG Bouneb: 4-11                                   |

### Boogschieten
| Olympiër                                       | Discipline      | Resultaat | Prestatie                                                                      |
| ---------------------------------------------- | --------------- | --------- | ------------------------------------------------------------------------------ |
| Lalremsanga Chhangte                           | individueel (m) | 53e       | plaatsingsronde: 53ste met 1243 punten                                         |
| Dhulchand Damor                                | individueel (m) | 66e       | plaatsingsronde: 66ste met 1212 punten                                         |
| Limba Ram                                      | individueel (m) | 17e       | plaatsingsronde: 23ste met 1306 punten 1ste ronde: V van CAN Rousseau: 100-102 |
| Lalremsanga Chhangte Dhulchand Damor Limba Ram | team (m)        | 9e        | plaatsingsronde: 15de met 3761 punten 1ste ronde: V van EUN: 220-241           |

### Gewichtheffen
| Olympiër                  | Discipline | Resultaat | Prestatie                                                           |
| ------------------------- | ---------- | --------- | ------------------------------------------------------------------- |
| Badathala Adisekhar       | -52kg (m)  | 10e       | trekken: 13de met 97,5 kg stoten: 8ste met 125 kg totaal: 222,5 kg  |
| Ponnuswamy Rangaswamy     | -56kg (m)  | 18e       | trekken: 18de met 102,5 kg stoten: 16de met 127,5 kg totaal: 230 kg |
| Sivaraj Naalamuthu Pillai | -60kg (m)  | 22e       | trekken: 18de met 115 kg stoten: 21ste met 140 kg totaal: 255 kg    |

### Hockey
| Olympiër | Discipline | Resultaat | Prestatie |
| --- | ---------- | --------- | --- |
| Anjaparavanda Subbaiah Cheppudira Poonacha Jagdaev Rai Harpeet Singh Sukhjit Singh Shakeel Ahmed Mukesh Kumar Jude Felix Jagbir Singh Dhanraj Pillay Didar Singh Ashish Ballal Pargat Singh Ravi Nayakar Darryl d’Souza Ajit Lakra | mannen     | 7e        | groep A: 4de V van Duitsland: 0-3 W van Argentinië: 1-0 V van Groot-Brittannië: 1-3 W van Australië: 1-0 W van Egypte: 2-1 5-8ste plek: V van Spanje: 0-2 7-8ste plek: W van Nieuw-Zeeland: 3-2 |

| Groep A |                  |             |             |             |             |            |            |            |        |
| #       | Land             | Wedstrijden | Wedstrijden | Wedstrijden | Wedstrijden | Doelpunten | Doelpunten | Doelpunten | Punten |
| #       | Land             | G           | W           | G           | V           | V          | T          | Saldo      | Punten |
| 1       | Australië        | 5           | 4           | 1           | 0           | 20         | 2          | +18        | 9      |
| 2       | Duitsland        | 5           | 4           | 1           | 0           | 16         | 4          | +12        | 9      |
| 3       | Groot-Brittannië | 5           | 3           | 0           | 2           | 7          | 10         | -3         | 6      |
| 4       | India            | 5           | 2           | 0           | 3           | 4          | 8          | -4         | 4      |
| 5       | Argentinië       | 5           | 1           | 0           | 4           | 3          | 12         | -9         | 2      |
| 6       | Egypte           | 5           | 0           | 0           | 5           | 4          | 18         | -14        | 0      |

| Ronde       | Datum     | Plaats           | Land | Score      | Land |
| ----------- | --------- | ---------------- | ---- | ---------- | ---- |
| Groepsfase  |           |                  |      |            |      |
| 26 juli     | Barcelona | India            | 0-3  | Duitsland  |      |
| 28 juli     | Barcelona | India            | 1-0  | Argentinië |      |
| 30 juli     | Barcelona | Groot-Brittannië | 3-1  | India      |      |
| 1 augustus  | Barcelona | Australië        | 1-0  | India      |      |
| 3 augustus  | Barcelona | India            | 2-1  | Egypte     |      |
| 5-8ste plek |           |                  |      |            |      |
| 5 augustus  | Barcelona | Spanje           | 2-0  | India      |      |
| 7-8ste plek |           |                  |      |            |      |
| 6 augustus  | Barcelona | Nieuw-Zeeland    | 2-3  | India      |      |

### Judo
| Olympiër              | Discipline | Resultaat | Prestatie                                                                                  |
| --------------------- | ---------- | --------- | ------------------------------------------------------------------------------------------ |
| Narinder Singh        | -60kg (m)  | 35e       | 1ste ronde: V van EGY El-Sayed: waza-ari                                                   |
| Sandeep Byala         | -65kg (m)  | 20e       | 1ste ronde: vrij 2de ronde: W van YEM Al-Soraihi: ippon 3de ronnde: V van CAN Cantin: yuko |
| Rajinder Kumar Dhange | -65kg (m)  | 21e       | 1ste ronde: vrij 2de ronde: V van JPN Okada: ippon                                         |
| Cawas Billimoria      | +95kg (m)  | 21e       | 1ste ronde: V van ESP Pérez                                                                |
|                       |            |           |                                                                                            |
| Sangita Mehta         | +72kg (m)  | 16e       | 1ste ronde: vrij 2de ronde: V van THA Yompakdee: ippon                                     |

### Schietsport
| Olympiër     | Discipline                 | Resultaat | Prestatie                          |
| ------------ | -------------------------- | --------- | ---------------------------------- |
| Soma Dutta   | 10m luchtgeweer (v)        | 35e       | kwalificatie: 35ste met 383 punten |
| Soma Dutta   | 50m geweer 3 houdingen (v) | 22e       | kwalificatie: 22ste met 572 punten |
| Abha Dhillan | 10m luchtpistool (v)       | 45e       | kwalificatie: 45ste met 366 punten |

### Tafeltennis
| Olympiër                     | Discipline     | Resultaat | Prestatie |
| ---------------------------- | -------------- | --------- | --- |
| Chetan Baboor                | enkelspel (m)  | 49e       | groep P: 4de V van PRK Choi: 0-2 V van ESP Casares: 1-2 W van GBR Prean: 2-0                                                       |
| Kamlesh Mehta                | enkelspel (m)  | 17e       | groep H: 3de V van KOR Kim: 1-2 W van CHN Lü: 2-0 W van MAR Legdali: 2-1                                                           |
| Sujay Ghorpade Kamlesh Mehta | dubbelspel (m) | 25e       | groep E: 4de V van Onafhankelijk deelnemer Grujic/Lupulesku: 0-2 V van SWE Appelgren/Waldner: 0-2 V van JPN Nakamura/Watanabe: 0-2 |
|                              |                |           | |
| Niyati Roy-Shah              | enkelspel (v)  | 33e       | groep J: 3de V van ROU Badescu: 0-2 V van Onafhankelijk deelnemer Reed: 0-2 W van CUB Marisel Ramírez: 2-0                         |

### Tennis
| Olympiër                     | Discipline     | Resultaat | Prestatie |
| ---------------------------- | -------------- | --------- | --- |
| Ramesh Krishnan              | enkelspel (m)  | 33e       | 1ste ronde: V van USA Courier: 6-2, 4-6, 1-6, 4-6 |
| Leander Paes                 | enkelspel (m)  | 33e       | 1ste ronde: V van PER Yzaga: 6-1, 6-7, 0-6, 0-6 |
| Ramesh Krishnan Leander Paes | dubbelspel (m) | 5e        | 1ste ronde: W van SLO Bozic/Trupej: 6-3, 6-2, 6-2 2de ronde: W van AUS Fitzgerald/Woodbridge: 6-4, 7-5, 4-6, 6-1 kwartfinale: V van CRO Ivanišević/Prpić: 6-7, 7-5, 4-6, 3-6 |

### Worstelen
| Olympiër               | Discipline  | Resultaat   | Prestatie |
| Vrije stijl            | Vrije stijl | Vrije stijl | Vrije stijl |
| ---------------------- | ----------- | ----------- | --- |
| Anil Kumar             | -52kg (m)   | 15e         | groep A: 8ste V van TUR Orel: 1-17 V van IRI Torkan: 1-16 |
| Ashok Kumar Garg       | -57kg (m)   | 15e         | groep B: 8ste V van IRI Mallah: 2-6 V van TUR Musaoğlu: 0-7 |
| Dharan Singh Dahiya    | -62kg (m)   | 19e         | groep B: 10de V van GRE Moustopoulos: 4-6 V van SUI Müller: 0-4                                                                                                  |
| Subhash Verma          | -100kg (m)  | 6e          | groep A: 3de W van GRE Bourdoulis: 5-0 W van EST Aavik: 3-0 W van IRI Gholami: 3-2 V van USA Coleman: 2-9 V van KOR Kim: 1-2 5-6de plek: V van POL Radomski: 0-2 |
| Grieks-Romeins         |             |             | |
| Pappu Yadav            | -48kg (m)   | 8e          | groep B: 4de W van HUN Faragó: 19-3 W van SYR Hassoun: 5-2 V van IRI Simkhah: 1-11 V van ITA Maenza: 0-15 7-8ste plek: V van NOR Rønningen: walk-over            |
| Mohan Ramchandra Patil | -62kg (m)   | 17e         | groep A: 9de V van IRI Pazaj: 9-14 V van SUI Dietsche: 0-5 |

### Zeilen
| Olympiër                   | Discipline | Resultaat | Prestatie                           |
| -------------------------- | ---------- | --------- | ----------------------------------- |
| Farokh Tarapore Cyrus Cama | 470 (m)    | 23e       | 147 punten: (PMS-18-13-13-21-22-24) |

Albanië · Algerije · Amerikaanse Maagdeneilanden · Amerikaans-Samoa · Andorra · Angola · Antigua en Barbuda · Argentinië · Aruba · Australië · Bahama's · Bahrein · Bangladesh · Barbados · België · Belize · Benin · Bermuda · Bhutan · Bolivia · Bosnië en Herzegovina · Botswana · Brazilië · Britse Maagdeneilanden · Bulgarije · Burkina Faso · Canada · Centraal-Afrikaanse Republiek · Chili · China · Chinees Taipei · Colombia · Congo-Brazzaville · Cookeilanden · Costa Rica · Cuba · Cyprus · Denemarken · Djibouti · Dominicaanse Republiek · Duitsland · Ecuador · Egypte · El Salvador · Equatoriaal-Guinea · Estland · Ethiopië · Fiji · Filipijnen · Finland · Frankrijk · Gabon · Gambia · Gezamenlijk team · Ghana · Grenada · Griekenland · Groot-Brittannië · Guam · Guatemala · Guinee · Guyana · Haïti · Honduras · Hongarije · Hongkong · Ierland · IJsland · India · Indonesië · Irak · Iran · Israël · Italië · Ivoorkust · Jamaica · Japan · Jemen · Jordanië · Kaaimaneilanden · Kameroen · Kenia · Koeweit · Kroatië · Laos · Lesotho · Letland · Libanon · Libië · Liechtenstein · Litouwen · Luxemburg · Madagaskar · Malawi · Malediven · Maleisië · Mali · Malta · Marokko · Mauritanië · Mauritius · Mexico · Monaco · Mongolië · Mozambique · Myanmar · Namibië · Nederland · Nederlandse Antillen · Nepal · Nicaragua · Nieuw-Zeeland · Niger · Nigeria · Noord-Korea · Noorwegen · Oeganda · Oman · Oostenrijk · Pakistan · Panama · Papoea-Nieuw-Guinea · Paraguay · Peru · Polen · Portugal · Puerto Rico · Qatar · Roemenië · Rwanda · Saint Vincent‑Grenadines · Salomonseilanden · Samoa · San Marino · Saoedi-Arabië · Senegal · Seychellen · Sierra Leone · Singapore · Slovenië · Soedan · Spanje · Sri Lanka · Suriname · Swaziland · Syrië · Tanzania · Thailand · Togo · Tonga · Trinidad en Tobago · Tsjaad · Tsjecho-Slowakije · Tunesië · Turkije · Uruguay · Vanuatu · Venezuela · Verenigde Arabische Emiraten · Verenigde Staten · Vietnam · Zaïre · Zambia · Zimbabwe · Zuid-Afrika · Zuid-Korea · Zweden · Zwitserland · Onafhankelijke olympische deelnemers